# University of West Alabama
Die University of West Alabama (auch UWA genannt) ist eine staatliche Universität in Livingston im US-Bundesstaat Alabama.

## Geschichte
Die Hochschule wurde 1835 als Livingston Female Academy and State Normal College gegründet und war eine zur Kirche gehörende Hochschule für Frauen. Ab 1907 wurden auch Männer zugelassen. Ab 1929 konnte die Hochschule Bachelorgrade verleihen, ab 1957 auch Master. 1967 wurde sie zur Livingston University, und 1995 erhielt sie ihren heutigen Namen.

## Zahlen zu den Studierenden
Im Herbst 2020 waren 5.734 Studierende an der UWA eingeschrieben. Davon strebten 2.248 (39,2 %) ihren ersten Studienabschluss an, sie waren also undergraduates. Von diesen waren 68 % weiblich und 34 % männlich; 0 % bezeichneten sich als asiatisch, 41 % als schwarz/afroamerikanisch, 2 % als Hispanic/Latino und 44 % als weiß. 3.486 (60,8 %) arbeiteten auf einen weiteren Abschluss hin, sie waren graduates.
Von den 2.300 Studenten im Herbstsemester 2006 waren 55 % Frauen und 45 % Männer. Damals waren 60 % Weiße, 39 % Afroamerikaner und 1 % Ausländer.
Im Jahr 2023 waren insgesamt 5.594 Studenten eingeschrieben.

## Sport
Die Sportteams der University of West Alabama sind die Tigers. Die Hochschule ist Mitglied der Gulf South Conference (Eastern Division).